# Filiberto Mery
Filiberto Mery (Iquique) fue un boxeador chileno de la época del auge de este deporte. Ganó los títulos de campeón amateur y profesional de la categoría gallo en su país. Tuvo un registro de 42 peleas profesionales, 23 victorias, 10 empates y 9 derrotas, de acuerdo a su estadística en BoxRec. Pese a lo anterior, una nota realizada al deportista en 1934 da cuenta de 80 peleas (30 como aficionado y 50 en el profesionalismo), con 58 triunfos (18 por nocaut y 40 por puntos), 12 empates y 10 derrotas.

## Estilo
El púgil iquiqueño no destacaba por su pegada demoledora, aunque se hacía fuerte en el combate frontal. Tenía un gran temperamento y lo hacía sentir cuando precisamente su contenedor lograba derribarlo. "Don Fili", como era apodado, no especulaba en los momentos críticos de sus peleas, su reacción era levantarse a toda prisa y embestir.

## Trayectoria
Comenzó a boxear en la escuela nocturna Sargento Aldea, y luego ingresó al club José Lynch en 1921.
Tras igualar con Gerardo Soto en un combate disputado el 7 de agosto de 1923, Mery obtuvo el título vacante de la categoría gallo tras vencer al mismo rival el 8 de septiembre.
En octubre del mismo año, Mery fue derrotado por Humberto Guzmán, perdiendo el título. Sin embargo,  el 19 de enero de 1924 logró recuperarlo al imponerse por puntos ante el propio Guzmán.
Otro hito en su carrera fue el combate del 20 de diciembre de 1930 ante Antonio Fernández, uno de los mejores boxeadores en la historia de su país. El encuentro se disputó en el Reina Victoria (Estadio UC) a 10 rounds y terminó en empate.